# نوزومي تاكوشي
نوزومي تاكوشي (باليابانية: 竹内のぞみ؛ بالكانا: たけうち のぞみ) هي تارينتو وممثلة يابانية، ولدت في 25 يونيو 1980 في أوكازاكي في اليابان.

## وصلات خارجية
- الموقع الرسمي